# Пиранделло, Луиджи
Луи́джи Пиранде́лло (итал. Luigi Pirandello; 28 июня 1867, Джирдженти, ныне Агридженто — 10 декабря 1936, Рим) — итальянский писатель и драматург. Лауреат Нобелевской премии по литературе 1934 года «за творческую смелость и изобретательность в возрождении драматургического и сценического искусства».

## Биография
Родился 28 июня 1867 года в Агридженто в богатой семье. Его отец Стефано был преуспевающим владельцем серных копей, а мать Катэрина также принадлежала богатой буржуазной семье из Агридженто. Обе семьи участвовали в антимонархистской борьбе.
Начальное образование будущий писатель получил на дому, но ещё большее влияние на него оказали сказки и легенды, которые рассказывала пожилая служанка в их доме Мария Стелла. По настоянию отца поступил в техникум, но потом изменил свою специализацию на гуманитарную.
В 1880 семья переехала в Палермо. Луиджи окончил гимназию в Палермо. Там же он увлёкся чтением художественной литературы, в особенности поэтов XIX в. В этот же период начинает сам писать первые стихи и влюбляется в свою кузину Лину. В то же время ухудшаются его отношения с отцом, а отношения с матерью становятся ближе.
Его отношения с кузиной Линой нашли дальнейшее развитие. Несмотря на то, что семья девушки сначала была против этих отношений, в итоге она стала даже требовать, чтобы он покинул учёбу и занялся семейным бизнесом, чтобы таким образом ускорить его брак с их дочерью.

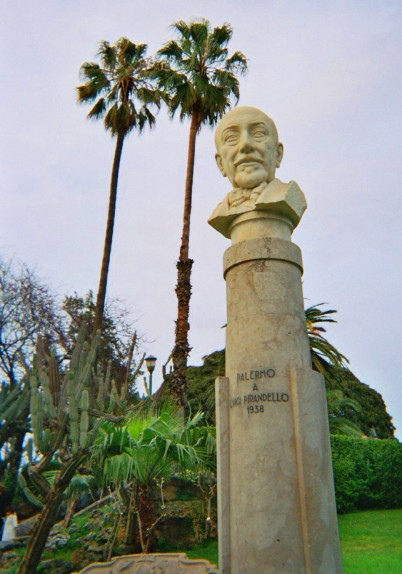
Бюст Луиджи Пиранделло в Палермо

 В 1886 году, во время каникул, Пиранделло стал помогать отцу на предприятии. Брак с Линой был отложен и он поступает в Университет Палермо на факультет юриспруденции и филологии.
В 1887 году он окончательно определился с выбором специальности и продолжил обучение в Риме на филологическом факультете. Сам Рим очень разочаровал писателя тем, что был совсем не похожим на то, что он себе представлял. В это же время он начинает посещать римские театры.
Из-за конфликта с профессором латыни Онорато Оччони был вынужден покинуть Римский университет и перевестись в Бонн. В Бонне он провёл 2 года, там он увлёкся немецкими классиками и переводил их произведения на итальянский.
Литературную деятельность начал в 1889 году. С 1890 года жил в Риме, где познакомился со многими писателями и журналистами.
В 1891 году защитил диссертацию по романской филологии, исследуя диалект Агридженто. Начинает писать художественные произведения.
После того, как его кузина окончательно отказалась от брака с ним, Пиранделло по совету отца женился на Антоньетте Портулано, скромной девушке из зажиточной семьи. Брак состоялся в 1894 году, а через некоторое время у них родились два сына и дочь. В то же время Пиранделло продолжает активно заниматься литературной и журналистской деятельностью.
В 1897 году он начал деятельность в Istituto Superiore di Magistero di Roma, где преподавал итальянский язык. 
В 1898 году вместе с Итало Фальбо и Уго Флересом основал журнал «Ariel», в котором печатал и свои работы.
1903 год был крайне неудачен для семьи Пиранделло. Все деньги были вложены в предприятие по добыче серы, но оно потерпело катастрофу. Узнав об этом, жена Пиранделло испытала сильный шок, после чего её психическое здоровье стало нестабильным.
Сам Пиранделло также испытал сильное потрясение и даже поначалу думал о самоубийстве. Отказавшись от этой мысли, он решил исправить, насколько возможно, финансовое положение и стал давать больше уроков по итальянскому и немецкому, а также потребовал оплаты за ранее опубликованные работы, которые давал в журнал «Новая антология» бесплатно.
С 1909 года финансовое положение семьи и слава Пиранделло как писателя начали расти, но семейные отношения с Антоньеттой ухудшались из-за её непомерной подозрительности и ревности, вызванной тяжёлым психическим состоянием.
Во время Первой мировой войны один из сыновей Пиранделло, Стефано, записался добровольцем на фронт, был пленён и вернулся домой только по окончании войны.
Психическое состояние жены Пиранделло продолжало ухудшаться. Из-за её постоянных приступов и галлюцинаций Пиранделло был вынужден обратиться в психиатрическую лечебницу, куда и отдал жену в 1919 году. Несмотря на то, что его неоднократно мучили сомнения, и он хотел вернуть Антоньетту домой, где бы смог сам за ней ухаживать, всё же она никогда больше не покидала психиатрическую клинику.
В 1925—1928 годах Пиранделло был главой римского Художественного театра, где как режиссёр ставил собственные пьесы, а также пьесы современных ему итальянских и зарубежных авторов (Массимо Бонтемпелли, Де Стефани, К. Паволини и др.). Помощь в получении должности директора этого театра он получил от Муссолини, с которым был непосредственно знаком и даже сам являлся членом итальянской фашистской партии.
Но в 1927 его отношения с фашистами ухудшились, он публично отказался от членства в партии и заявил о своей аполитичности.
В дальнейшем Пиранделло публично поддерживал фашизм. В 1929 году Пиранделло был награждён Академической премией Италии, а в 1934 — Нобелевской премией по литературе. С началом Второй Абиссинской войны в 1935 году Лига Наций наложила на фашистскую Италию санкции, и правительство объявило Oro alla Patria — «Золото Родине» — кампанию по сбору золотых изделий для пополнения бюджета. Пиранделло пожертвовал государству свою Нобелевскую медаль; в New York Times вышел текст интервью с писателем, озаглавленный «Пиранделло поддерживает войну с Эфиопией», в котором по отношению к писателю со стороны авторов и редакции проявлялась враждебность; как он говорил, то, что американцы в своё время время сделали с индейцами, теперь делает и Италия в Африке. Поддержка Пиранделло фашизма трактовалась по-разному: в то время как Гаспаре Джудиче в своей биографии доказывал, что фашизм был неотъемлемой частью личности Пиранделло, также отмечалось, что на самом деле это интервью нельзя однозначно интерпретировать и сказать точно, что писатель имел в виду; хотя Пиранделло действительно был врагом демократических идей, внучка Пиранделло в своей биографии отмечала, что для фашизма он был фигурой сомнительной, что в документах тайной полиции он описывается как «тип фашиста, что носит значок на лацкане, но не в сердце, амбициозный, злонамеренный, шарлатан, способный быстро переменить взгляды и начальство в зависимости от интересов»; подобный взгляд высказывался в советских публикациях, где говорилось, что творчество Пиранделло фашизму было чуждо. Антонио Грамши считал, что творчество Пиранделло носило внутренние противоречия, приведшие писателя к фашизму: он называл его пьесы «гранатами», подрывающими «пошлые мысли и чувства» и традиционные ценности (объективность действительности, уникальность человеческой идентичности и т. д.), но Пиранделло отказывался разорвать с традиционными социо-экономическими структурами и приходил к близкому к ардитизму «навязыванию "индивидуальности"» обществу.
Луиджи Пиранделло скончался в одиночестве 10 декабря 1936 в своём доме в Риме.

## Литературная деятельность
В литературу вступил как поэт. Издал сборник поэзии «Радостная боль» (1889).
Первый сборник новелл «Любовь без любви» („Amori senza amore“) выпустил в 1894 году. Традиции веризма в сборнике «Новеллы на год» (1922) сочетаются со стремлением показать внутренний мир «маленького» человека и его духовный бунт против беспросветности жизни. Новеллы становились позднее основой некоторых пьес Пиранделло. В первых работах Пиранделло начал писать о быте сицилийских деревень и городков, рисуя социальные слои их населения. Так, в новеллах «Счастливцы» и «Благословение» писатель высмеивает духовенство, которое скрывает за мнимым милосердием свою жадность.
Некоторые произведения автора отходят от традиций веризма, но вместе с тем не утрачивают его черты. Так, например, в новелле «Чёрная шаль» Пиранделло больше фокусируется на психологии главной героини, старой девы, которая захотела устроить свою личную жизнь, несмотря на предрассудки общества. Вместе с тем автор также критикует и общество, в котором люди способны на всё ради наживы. Общество как объект критики предстаёт и в новелле «Тесный фрак», в котором профессор, отправляясь на свадьбу своей ученицы, становится свидетелем того, как общественные предрассудки чуть не разрушили свадьбу этой девушки. Бунт против общественных предрассудков автор описывает в новелле «Свисток поезда». Главный герой новеллы, счетовод, под влиянием импульса ощущает неудовлетворённость собственной жизнью. Мечтая о путешествиях и ощущая тщетность реальной жизни, он уходит в иллюзорный мир, теряя рассудок. Политическую борьбу автор высмеивает в новеллах «Его величество» и «Дурак», показывая комичность политических интриг и то, какими бессмысленными и мелочными они являются. В отдельных новеллах автор говорит и о жизни в целом. Так, в новелле «В гостинице умер» жизнь представляется как гостиница, куда люди бесконечно приезжают, селятся, суетятся и уезжают. Социальные противоречия стали объектом критики Пиранделло в новелле «Веер», главная героиня которой — бедная крестьянка, брошенная отцом её ребёнка и ограбленная хозяйкой — думает о самоубийстве как избавлении. Несмотря на то что творчеству Пиранделло присущи черты декаданса и пессимизма, он остаётся гуманистом, подчёркивая реальность человеческих чувств. Так, например, в новелле «Всё как у порядочных людей» герой покоряет свою жену самоотверженной любовью и прощает даже её измену. Гротеск Пиранделло использует ненавязчиво и иногда обходится и без него. Так, в новелле «В молчании», автор раскрывает трагедию молодого человека, познавшего жестокость мира, что приводит к трагическому финалу: юноша убивает себя и своего маленького брата.
Углубляясь в психологию главных героев, автор критикует социальную действительность, используя гротеск, а героев изображая актёрами с социальными масками, которые они должны сбросить. Так, в новелле «Некоторые обязательства» главному герою изменяет жена с муниципальным чиновником, к которому он приходит жаловаться на измены жены. Узнав в конце истории, что именно этот чиновник и есть любовник жены, он не только не ревнует жену, но и помогает чиновнику. На самом деле он никогда жену не ревновал, а только носил социальную маску оскорблённого мужа, а любовник его жены в свою очередь был в «маске» добропорядочного чиновника.
Пиранделло также автор шести романов, включая автобиографический роман «Старые и молодые» („I vecchi e i giovani“, 1909), роман «Снимается кино» („Si gira“, 1915) и другие.
В романе «Отверженная» (1901) автор продолжает критиковать общество и социальные предрассудки, изображая женщину, которая пытается стать самостоятельной и является объектом жестокой критики со стороны окружающих.
В наиболее известном романе Пиранделло «Покойный Маттиа Паскаль» („Il fu Mattia Pascal“, 1904, русский перевод 1967) показано противоречие между социальной «маской» и истинным «лицом» человека, живущего в современном обществе. Герой романа, пытаясь начать новую жизнь, делает так, что все считают его умершим. Но он не освобождается, а принимает на себя другую оболочку, так как жизнь вне общества для него невозможна и он разрывается между двумя оболочками: собой реальным и собой выдуманным. Этот разрыв символизирует также разрыв между реальной действительностью и восприятием человека.
В романе «Вертится» автор пишет о бессмысленности человеческого существования.
В период усиления фашизма в Италии творчество Пиранделло всё более приобретает скованность и замкнутость в психологических темах. Так, в его последнем философском романе «Кто-то, никто и сто тысяч» автор выражает мысль, что в человеке нет одного образа, а всё зависит от восприятия других людей.

### Драматургия
Первую пьесу написал в 1910 году, а «Если это не так…» (позднее названа «Право для других») создал в 1915 году.
Сюжеты многих пьес Пиранделло основаны на ранее написанных им новеллах. В драматургии Пиранделло 1910-х гг. преобладают бытовые комедии на сицилийском диалекте («Лиола», 1916, и др.). Позднее они уступают место исполненным парадоксов философско-психологическим драмам на итальянском языке.
Как драматург Пиранделло не был известен до отхода от веризма и разработки психологического театра собственной концепции. Главные проблемы пьес Пиранделло — противоречия между социальной маской человека и его реальным образом.
На творчество Пиранделло оказала воздействие веристская драматургия. В драме «Шесть персонажей в поисках автора» (Sei personaggi in cerca d’autore, 1921) воплощено противоречие между искусством и жизнью и представлена социальная трагедия людей, бессильных против навязанной им «маски». Пьеса разделена на два плана: фантастический и реальный. В первом плане персонажи не написанной, а только задуманной пьесы требуют написания этой пьесы, а во втором предстаёт трагедия персонажей этой пьесы.
В пьесе «Обнажённые одеваются» прослеживается реалистический сюжет с критикой буржуазного ханжества. В этой пьесе также есть образ масок, в которые облачаются её герои или пытаются надеть их, как главная героиня.
Субъективность морали и отсутствие грани между реальностью и иллюзией утверждается в драмах «Каждый по-своему» (1924) и «Сегодня мы импровизируем» (1930). Тема бунта против действительности и создания иллюзорного мира воплощается в драмах «Генрих IV» („Enrico IV“, 1922), «Жизнь, которую я тебе даю» (1924).

## Пьесы
- «Тиски» (1910, театр «Мета-стазио», Рим) — первая пьеса
- «Право для других» (1915, театр «Мандзони», Милан)
- «Лиола» (1916, театр «Арджентина», Рим)
- «Колпак с бубенчиками» (1917, театр «Национале», Рим)
- «Кувшин» (1917, там же)
- «Наслаждение в добродетели» (1917, театр «Кариньяно», Турин)
- «Прививка» (1917)
- «Это так [если вам так кажется]» (1917, театр «Олимпия», Милан)
- Патент, «La patente», 1918, Перевод Валерия Попова, 1994.
- Игра сторон или Любовный треугольник, Il giuoco delle parti, 1919, перевод Валерия Попова, 2012.
- «Человек, зверь и добродетель» (1919, театр «Олимпия», Милан)
- «Но это несерьёзно!», Ma non e' una cosa seria, 1919, перевод Валерия Попова. 1989.
- «Как прежде, но лучше, чем прежде»[итал.] (1920, Театр Гольдони[англ.], Венеция)
- «Шесть персонажей в поисках автора» (1921, театр «Балле», Рим), перевод Валерия Попова, новая редакция, 2012.
- «Генрих IV» (1922, театр «Мандзони», труппа Р. Руджери), перевод Валерия Попова, новая редакция, 2010.
- «Обнажённые одеваются» (1922, театр «Квирино», труппа Мелато, Рим)
- «Дурак» (1922)
- «Жизнь, которую я тебе даю» (1923, театр «Квирино», труппа А. Борелли)
- «Чужой сын», L’altro figlio, 1923, перевод Валерия Попова, 1988.
- «Каждый по-своему» (1924)
- «Джара», La giara, 1925, перевод Валерия Попова, 1989.
- «Новая колония» (1928, театр «Арджентина»)
- «Лазарь», 1929 («Ройял-театр», г. Хаддерсфилд)
- "Так чей же это всё-таки ребёнок?, O di uno o di nessuno?, 1929, перевод Валерия Попова, 2012.
- «Когда ты стал знаменитостью», Quando si e' qualcuno, 1933, перевод Валерия Попова, журнал «Современная драматургия», № 4, 2011.
- «Неизвестно как» , Non si sa come, 1934, Перевод Валерия Попова, 2017. Перевод выполнен к Юбилею Пиранделло (150 лет со дня рождения).
- «Легенда о подменённом сыне», 1934 («Ланд-тиэтр», г. Брауншвейг)
- «Сегодня мы импровизируем» (1930, театр «Нойе шаушпильхаус», Кёнигсберг)
- «Горные великаны» (1936)

### Издания
- Opere, v. 1—6, [Mil.], 1956—60;
- Пиранделло Л. Обнажённые маски / Предисл. Г. В. Рубцовой. М.—Л., 1932.
- Пиранделло Л. Новеллы / [Предисл. Н. Елиной]. М., 1958.
- Пиранделло Л. Пьесы / Предисл. Н. Елиной. М., 1960.
- Пиранделло Л. Покойный Маттиа Паскаль. — СПб.: Антология, 2005. — 223 с.
- Пиранделло Л. Записки кинооператора Серафино Губбьо. М., Текст, 2011.

### Критика
- Н. Елина. Луиджи Пиранделло, 1958
- Топуридзе Е. И. Философская концепция Луиджи Пиранделло. Тбилиси, 1971.
- Молодцова М. Луиджи Пиранделло. Л.: Искусство, 1982. — 215 с.
- Реизов Б. Г. Луиджи Пиранделло в России // Реизов Б. Г. Из истории европейских литератур. Л.: ЛГУ, 1970.
- Рогозина Е. Традиции итальянской commedia dell’arte в творчестве Л. Пиранделло и Д. Фо // Ярославский педагогический вестник. 2002. № 4.
- Фейгина Е. В. Значение категорий «жизни» и «смерти» в новеллистике Л. Пиранделло // Филология в системе современного университетского образования. Вып. 5. М., 2002. С. 85 — 89.
- Storia della letteratura italiana, v. 9, Mil., 1969.
- Gardair J.-M. Pirandello…, P., 1972.
- Barbina A. Bibliografia della critica pirandelliana. 1889—1961, [Firenze, 1967].
- Ferrante L. Pirandello, Firenze, 1958.
- Puglisi F. L’arte di Luigi Pirandello, Messina-Firenze, [1958].
- MacClintock L. The ago of Pirandello. Bloomington, 1951.

## Экранизации
- 1926 — Покойный Маттиа Паскаль / Feu Mathias Pascal (реж. Марсель Л’Эрбье)
- 1932 — Какой ты меня желаешь / As You Desire Me (адаптация, с Гретой Гарбо, по мотивам произведения Пиранделло «Come tu mi vuoi» о нашумевшем деле Брунери-Кастелла)
- 1937 — Человек ниоткуда / L’Homme de nulle part (экранизация романа «Покойный Маттиа Паскаль» реж. Пьер Шеналь)
- 1971 — Кувшин (СССР, реж. Ираклий Квирикадзе)
- 1972 — Как прежде, но лучше, чем прежде / Comme avant, mieux qu’avant (TV) (Франция, телевизионный фильм, реж. Ив-Андре Юбер[фр.]; Фульвия Джелли — Магали Ноэль)
- 1984 — Хаос (Италия, реж. братья Тавиани)
- 1999 — Кормилица — La Balia (Италия, реж. Беллоккьо, Марко)
- 2010 — Счастливое семейство (Италия, реж. Габриэле Сальваторес)